# Ditrichum roivanenii
Ditrichum roivanenii là một loài rêu trong họ Ditrichaceae. Loài này được E.B. Bartram & Roiv. mô tả khoa học đầu tiên năm 1937.